# Alexeter dorogawensis
Alexeter dorogawensis är en stekelart som beskrevs av Tohru Uchida 1930. Alexeter dorogawensis ingår i släktet Alexeter och familjen brokparasitsteklar. Inga underarter finns listade i Catalogue of Life.